# Cielito lindo

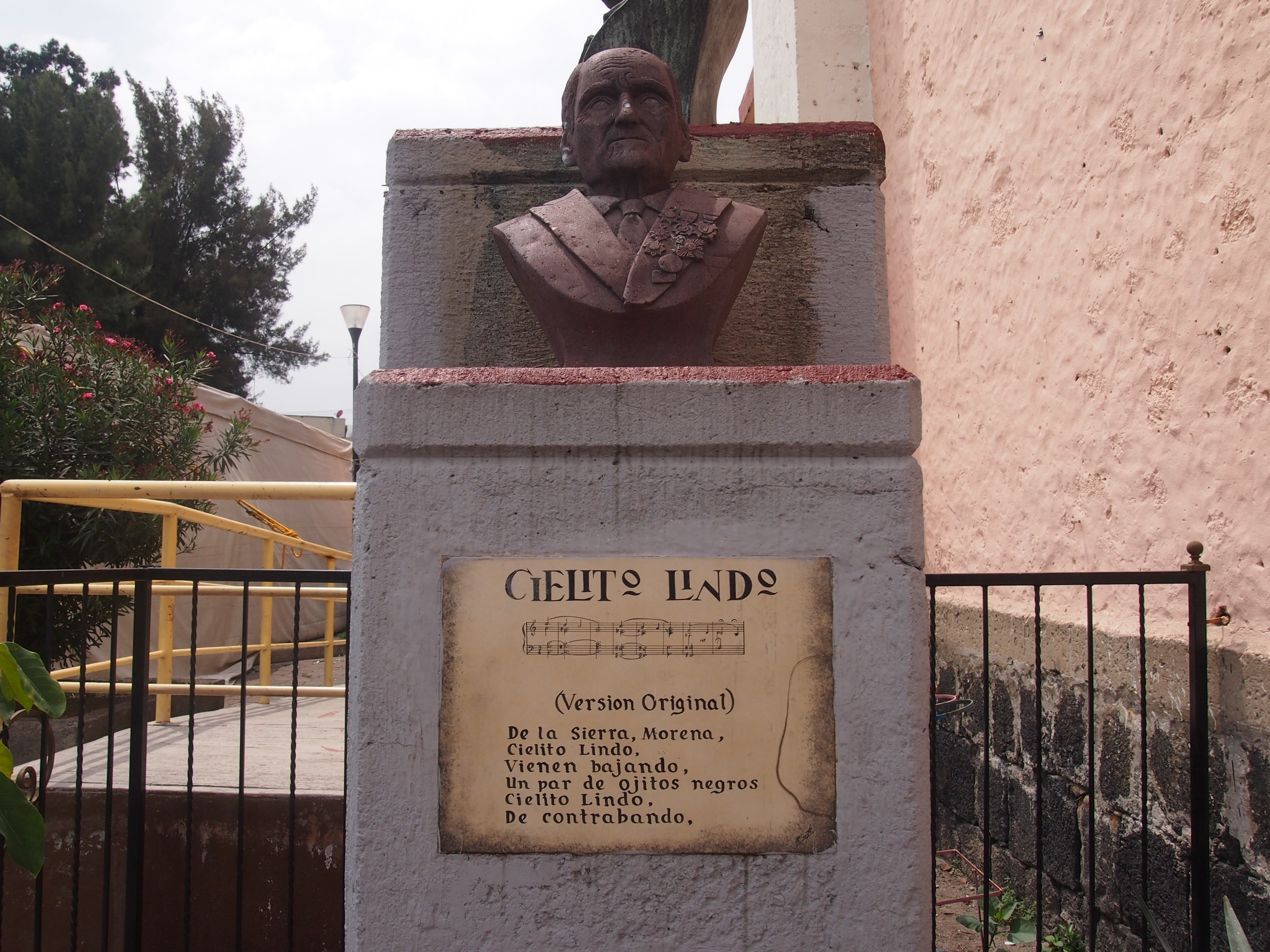
Quirino Mendoza y Cortés, Komponist von Cielito Lindo; Statue vor dem Palacio Municipal in Tulyehualco

Cielito lindo ist ein populäres mexikanisches Volkslied, das quasi den Stellenwert einer „zweiten Nationalhymne“ einnimmt. Es wurde 1882 von Quirino Fidelino Mendoza y Cortés (1862–1957) verfasst.

## Bedeutung
Cielito ist die Koseform des Wortes cielo (Himmel). Die Hinzufügung des Suffix ito/a  kommt in Mexiko häufig vor; zum Beispiel cervecita (Bierchen) statt cerveza (Bier) oder auch – wie in diesem Lied – ojitos (Äuglein) statt ojos (Augen). Cielito bedeutet somit Himmelchen, in diesem konkreten Fall ist es aber eher ein sehr nahestehender Mensch gemeint und bedeutet daher so viel wie Liebling oder Schatz. Lindo bedeutet schön bzw. niedlich. Wörtlich übersetzt bedeutet es also Schönes Himmelchen, im übertragenen Sinn aber eher Mein Liebling.

## Text
Obwohl es, je nach Interpret, ausführlichere Textversionen gibt, besteht die Grundform des Liedes aus folgenden Strophen, die in dieser Version unter anderem auch von Trini Lopez aufgenommen wurde:
| Spanisch | Deutsche Übersetzung |
| --- | --- |
| De la Sierra Morena, Cielito lindo, vienen bajando, Un par de ojitos negros, Cielito lindo, de contrabando. Ay, ay, ay, ay, Canta y no llores, Porque cantando se alegran, Cielito lindo, los corazones. Ese lunar que tienes, Cielito lindo, junto a la boca, No se lo des a nadie, Cielito lindo, que a mi me toca. | Von der Sierra Morena, Schönes Himmelchen, kommen sie herab, Ein Paar schwarze Äuglein, Schönes Himmelchen, als Schmuggelware. Ay, ay, ay, ay, Sing und weine nicht, Denn beim Singen freuen sich, Schönes Himmelchen, die Herzen. Deinen Schönheitsfleck, Schönes Himmelchen, nah dem Munde, Gib ihn niemandem, Schönes Himmelchen, denn er soll nur mir gehören. |

## Das Lied in anderen Sprachen
Das Lied wurde in mehreren Sprachen gecovert. So existiert eine italienische Version des Liedes mit demselben Titel von Claudio Villa und eine portugiesische Version der brasilianischen Sängerin Carmen Costa mit dem Titel Está chegando a hora. Ferner existiert eine englische Version der britischen Sängerin Alma Cogan mit dem Titel You, Me And Us, eine polnische Version mit dem Titel Teraz jest wojna und eine deutsche Version von Heino mit dem Titel Carneval in Rio, das mit entsprechend abgewandelten Titeln auch Einzug in die deutsche Fanszene fand, wo es zum Beispiel als „Karneval am Brehmplatz“(DEG)  gesungen wurde.